# Метростанция „Овча купел 2“
„Овча купел 2“ е станция от линия М3 на Софийското метро. Открита е на 24 април 2021 г. като част от участъка „Красно село“ – „Горна баня".

## Местоположение
Станцията е разположена под ул. „Централна“, приблизително в средата на ж.к. „Овча купел II“. Тя е с един централен вестибюл. Изходите са към тротоарите от двете страни на улицата и на комплекса.
| № | Име на вход/изход | Достъпност |
| - | ----------------- | ---------- |
| 1 | МБАЛ Доверие      | асансьор   |
| 2 | ж.к. Овча купел 2 | асансьор   |

## Архитектурно оформление
Първоначално станцията е трябвало да бъде последна, но впоследствие, с появата на станция „Горна баня“, самата архитектура подсказва, че тази и следващата правят връзка с наземния транспорт. Станцията е изградена по основите на изоставени бетонни стени, предвидени за нереализирана спирка за скоростен трамвай.

## Връзки с градския транспорт
Станцията няма връзки с наземния градски транспорт, но след 500 m ходене се достига до последната спирка на автобуси 11, 60, 73 и 102. Предвид факта, че е близо до съседната станция „Горна баня“, местните живущите избират сами коя от двете станции да използват.